# Сантьяго Аріас
Сантьяго Аріас (ісп. Santiago Arias; нар. 13 січня 1992, Медельїн) — колумбійський футболіст, правий захисник клубу «Атлетіко» (Мадрид) та національної збірної Колумбії. На умовах оренди виступає за «Гранаду».

## Клубна кар'єра
У дорослому футболі дебютував 2009 року виступами за «Ла Екідад», в якому провів два сезони, взявши участь у 28 матчах чемпіонату.
До складу клубу «Спортінг» приєднався влітку 2011 року. Всього встиг відіграти за лісабонський клуб 7 матчі в національному чемпіонаті. Крім того провів 28 ігор за фарм-клуб «Спортінга».
З 2013 по 2018 виступав у складі клубу «ПСВ». За нідерландський клуб відіграв 136 матчів чемпіонату. Крім того провів 2 поєдинки у складі «Йонг ПСВ».
У липні 2018 перейшов до складу мадридського «Атлетіко».
24 вересня 2020 року був орендований німецьким «Баєром».

## Виступи за збірні
2009 року виступав у складі юнацької збірної Колумбії, взяв участь у 6 іграх на юнацькому рівні.
2011 року залучався до складу молодіжної збірної Колумбії. На молодіжному рівні зіграв у 14 офіційних матчах, забив 1 гол.
2013 дебютував за національну збірну Колумбії.

## Титули і досягнення
- Бронзовий призер Кубка Америки: 2016